# Hamlet
La tragedia de Hamlet, príncipe de Dinamarca (título original en inglés: The Tragical History of Hamlet, Prince of Denmark), o simplemente Hamlet, es una tragedia del dramaturgo inglés William Shakespeare. Ambientada en Dinamarca, la obra narra los intentos del príncipe Hamlet por vengarse de su tío Claudio, quien asesinó al padre de Hamlet para usurpar su trono y casarse con Gertrudis, la madre de Hamlet. Su autor probablemente basó Hamlet en dos fuentes: la leyenda de Amleth y una perdida obra isabelina conocida hoy como Ur-Hamlet o Hamlet original (hecho que se deduce de otros textos). 
El año concreto en que fue escrita sigue aún en disputa, cuestión que se complica porque se han conservado a la época actual tres versiones tempranas de la obra, conocidas como First Quarto (Q1), Second Quarto (Q2) y el First Folio (F1); cada cual única, puesto que poseen líneas —e incluso escenas— diferentes o ausentes entre ellas. Dichas obras posiblemente fueron compuestas en algún momento entre 1599 y 1601.
Hamlet es la pieza más larga de Shakespeare y una de las más influyentes de la literatura inglesa.

## Personajes

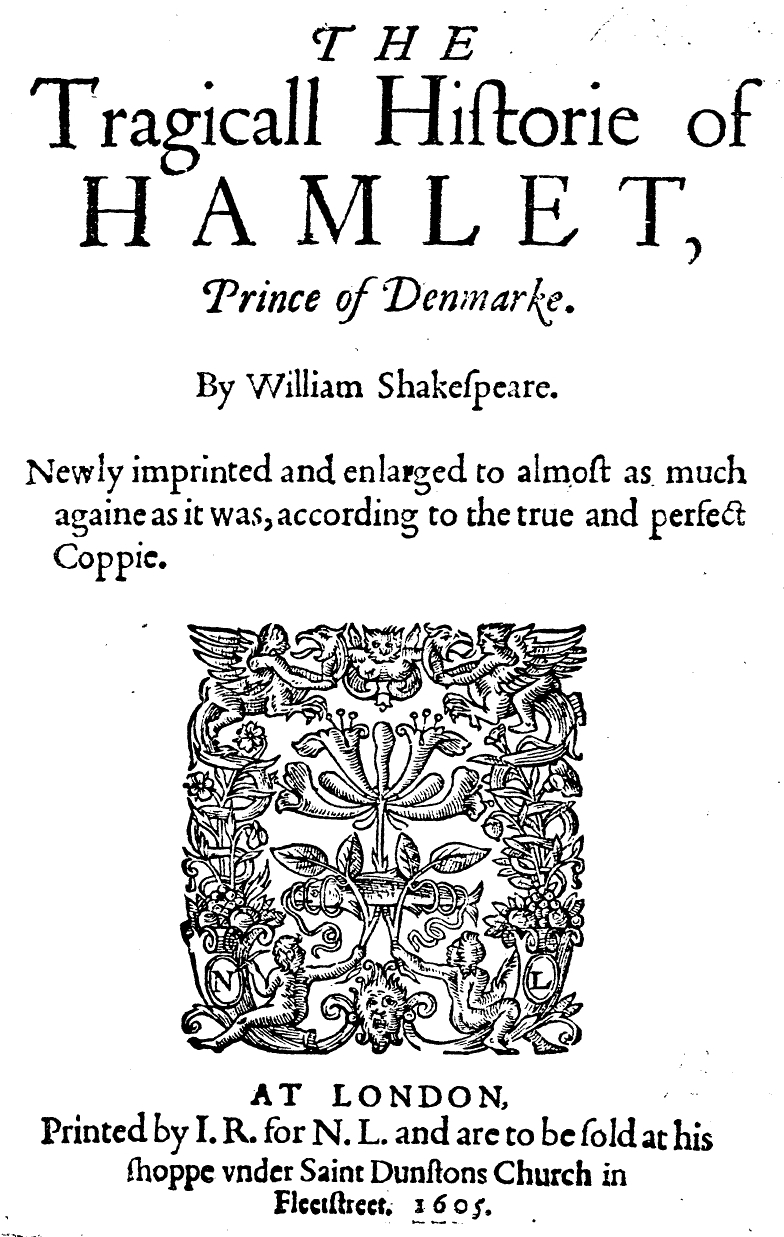
Frontispicio de la edición de Hamlet de 1605 (Q2).

1. Príncipe Hamlet: príncipe de Dinamarca, como hijo del fallecido rey Hamlet y Gertrudis, sobrino del actual rey Claudio.
2. Gertrudis: reina de Dinamarca, viuda, y madre de Hamlet. Muere accidentalmente al beber veneno de una copa ofrecida realmente para Hamlet.
3. Claudio: actual rey de Dinamarca y tío de Hamlet quien, para usurpar el trono, asesina al rey (vertiendo veneno en su oreja mientras dormía). Se casa con su cuñada Gertrudis.
4. Rey Hamlet: padre del príncipe Hamlet. Muere asesinado a manos de su hermano Claudio. En el dramatis personae se le menciona como el fantasma del padre de Hamlet, debido a que en la obra aparece como un espíritu.
5. Polonio: chambelán del reino, padre de Laertes y Ofelia. Muere asesinado por Hamlet cuando, oculto tras una cortina, este lo confunde con Claudio y lo mata.

1. Laertes: hijo de Polonio y hermano de Ofelia. Muere en un enfrentamiento cuando Hamlet le quita su espada y le hiere sin saber que estaba envenenada.
2. Ofelia: hija de Polonio y hermana de Laertes. Tuvo una relación amorosa con Hamlet. Enloqueció y se ahoga en un río cuando Hamlet asesina a su padre.
3. Horacio: amigo y compañero de estudios de Hamlet en Wittenberg. Representa la voz racional en la obra, es llamado para explicar el fenómeno del espectro y la situación histórica del reino.
4. Rosencrantz y Guildenstern: amigos y compañeros de estudio de Hamlet, que lo espían para poder informar al rey Claudio de su comportamiento (en algunas traducciones al español, los nombres de estos personajes se cambiaron por Ricardo y Guillermo, respectivamente).
5. Fortimbrás: sobrino del rey de Noruega e hijo del rey Fortimbrás, que murió durante una batalla contra el rey Hamlet.
6. Voltimand y Cornelio: embajadores de Dinamarca en Noruega.
7. Osric: cortesano que informa a Hamlet del duelo con Laertes (en algunas ediciones traducidas al español se le llama Enrique).
8. Bernardo, Francisco y Marcelo: guardias de Elsinor. Francisco se retira de su puesto y se lo da a los restantes Bernardo y Marcelo. Le advierten a Horacio sobre la presencia del fantasma.
9. Reinaldo: criado de Polonio.
10. Embajadores de Inglaterra.
11. Tres actores.
12. Un capitán noruego.
13. Un sacerdote.
14. Dos sepultureros.
15. Damas, caballeros, oficiales, soldados, marineros, mensajeros y criados.

## Argumento
La obra transcurre en Dinamarca, y trata de los acontecimientos posteriores al asesinato del rey Hamlet (padre del príncipe Hamlet), a manos de su hermano Claudio. El fantasma del rey pide a su hijo que se vengue de su asesino.
La obra discurre vívidamente alrededor de la locura, y de la transformación del profundo dolor en desmesurada ira. Además de explorar temas como la traición, la venganza, el incesto y la corrupción moral.

### Acto I
La obra comienza en una fría noche en Elsinor, el castillo real de Dinamarca. Un centinela llamado Francisco es relevado por otro hombre llamado Bernardo. Cuando el primero sale, entra otro centinela llamado Marcelo acompañado de Horacio. En sus conversaciones descubrimos que el protagonista de la obra es el príncipe Hamlet de Dinamarca, hijo del fallecido rey. Después de la muerte del rey, su tío Claudio se casa con la esposa del soberano, la reina Gertrudis, madre de Hamlet. También relatan el hecho de que Dinamarca tiene una larga enemistad con Noruega, y que se espera una invasión por parte de este último país, liderada por el príncipe Fortimbrás.
Los centinelas tratan de convencer a Horacio, el mejor amigo de Hamlet, de que han visto al fantasma del rey Hamlet, padre del príncipe. Después de oír a Horacio, el príncipe Hamlet decide ir, por la noche, al lugar de las apariciones para ver al fantasma él mismo.
Polonio, consejero del rey Claudio, es el auténtico señor del reino. Su hijo, Laertes, parte de viaje a Francia y su hija, Ofelia, es cortejada por Hamlet. Laertes le advierte a Ofelia que debe terminar su relación con Hamlet ya que él es el príncipe y no es el dueño de sus deseos porque estos pueden afectar al Estado. A su vez, Polonio, su padre, le prohíbe que lo vea de nuevo, «De ahora para siempre: no quiero, hablando en términos claros, que derroches un solo momento de ocio hablando o conversando con el príncipe Hamlet». Ofelia promete obedecer y dejar de verlo.
Esa noche el fantasma se le aparece a Hamlet y le informa de que es el espíritu de su padre y que su tío Claudio lo asesinó al verter veneno en su oído mientras dormía. El fantasma le pide que lo vengue matando a su homicida. Tras el encuentro, el príncipe duda si el espíritu es el de su padre y si lo que ha dicho es real.

### Acto II
El rey Claudio era la verdadera serpiente sentada en el trono, y la reina Gertrudis otra. Están muy ocupados tratando de abortar la invasión liderada por Fortimbrás, a la vez que se preocupan por el comportamiento errático y cambiante de Hamlet. Claudio decide convocar a dos amigos de Hamlet (Rosencrantz y Guildenstern) para intentar averiguar la causa de la conducta extraña de su sobrino. Hamlet los recibe cortésmente, pero se da cuenta de que lo están espiando.
Ofelia se alarma por el comportamiento extraño de Hamlet y le cuenta a su padre que el príncipe entró a su habitación y se quedó mirándola sin decir nada. Polonio presume que es un “éxtasis de amor” la causa de la locura de Hamlet y pregunta a su hija si había sido dura con él. Ella le responde que había seguido sus órdenes, a lo que Polonio entiende que esa era la causa del trastorno de Hamlet y lamenta haber malinterpretado sus intenciones. Luego informa a los reyes de lo que supone acerca de la "locura" del príncipe.

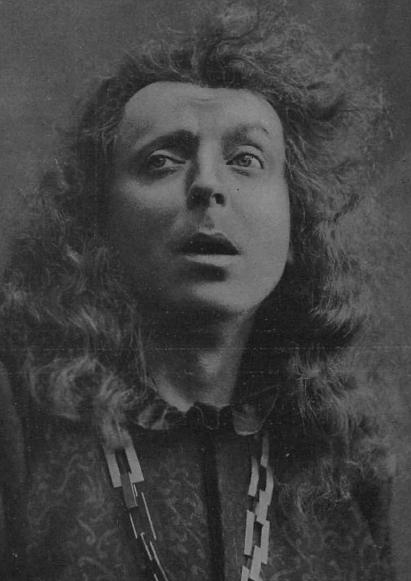
El actor italiano Ermete Zacconi como Hamlet (1910).

Hamlet continúa dudando si el fantasma le ha dicho la verdad; por lo que, cuando una compañía de actores itinerantes llega a Elsinor, se le presenta una solución. La obra resulta ser una recreación de un asesinato, por lo que Hamlet les pide que la representen modificada según un texto que él les proporcionaría, para que sea una recreación del asesinato de su padre.

### Acto III
Polonio y el rey Claudio deciden espiar a Hamlet cuando este se encuentra con Ofelia pensando que están solos, para ver su reacción y confirmar la causa de su aparente locura. Después de que Hamlet pronuncie el soliloquio que comienza con la frase «ser o no ser», sin advertir la presencia de Ofelia, ella le devuelve unas cartas que Hamlet le envió y el príncipe se pone furioso, la rechaza y le insiste para que se marche a vivir a un convento.
La corte asiste a ver la obra y, antes de la representación, el autor, en la voz de Hamlet, hace una crítica de la sobreactuación de algunos actores. Transcurrida la escenificación, cuando llega el momento del asesinato del rey, Claudio se inquieta y se retira del lugar abruptamente, lo que induce a creer en su culpabilidad.
Claudio temiendo que, en su "locura", Hamlet atente contra él, decide enviarlo a Inglaterra, por su propia seguridad. Mientras tanto, la reina llama a Hamlet para tratar de comprender su conducta tan rara, mientras Polonio se oculta detrás de una cortina para poder espiar y luego contárselo a Claudio.
Hamlet acude al llamado de su madre a la habitación de ella, donde le reprocha su apresurada boda con Claudio, por el inadecuado momento en el que ocurrió (menos de dos meses después de la muerte del rey) y por considerar que no existía punto de comparación entre su padre y su tío. Cuando escucha un ruido detrás de la cortina, y pensando que es el rey, lo apuñala, pero mata a Polonio en su lugar. Luego aparece el fantasma de su padre y Hamlet le habla, pero la reina Gertrudis no puede verlo ni oírlo, por lo que supone que el príncipe está totalmente loco. Finalmente, Hamlet se lleva el cuerpo de Polonio y lo oculta. Luego parte a Inglaterra, acompañado por Rosencrantz y Guildenstern, que tienen la orden de ejecutarlo.

### Acto IV
Tras la muerte de Polonio, Ofelia, angustiada además por el alejamiento de su amado Hamlet, comienza a desvariar y cantar; mientras que su hermano Laertes regresa de Francia con la idea de vengar la muerte de su padre. Claudio lo convence de que Hamlet tiene toda la culpa del crimen. En ese momento llega a Horacio una carta de Hamlet en la que cuenta que su barco con rumbo a Inglaterra fue atacado por piratas, por lo que ha retornado a Dinamarca después de ser liberado, mientras sus acompañantes siguen su viaje.
El rey Claudio y Laertes organizan un plan: Laertes peleará contra Hamlet con una espada envenenada para así tener más posibilidades de matarlo. En caso de que falle, Claudio le ofrecerá a Hamlet una copa de vino con veneno. En ese momento, llega la reina Gertrudis para informar de que Ofelia se ha ahogado en un río, sembrando la duda de que podría haberse suicidado.

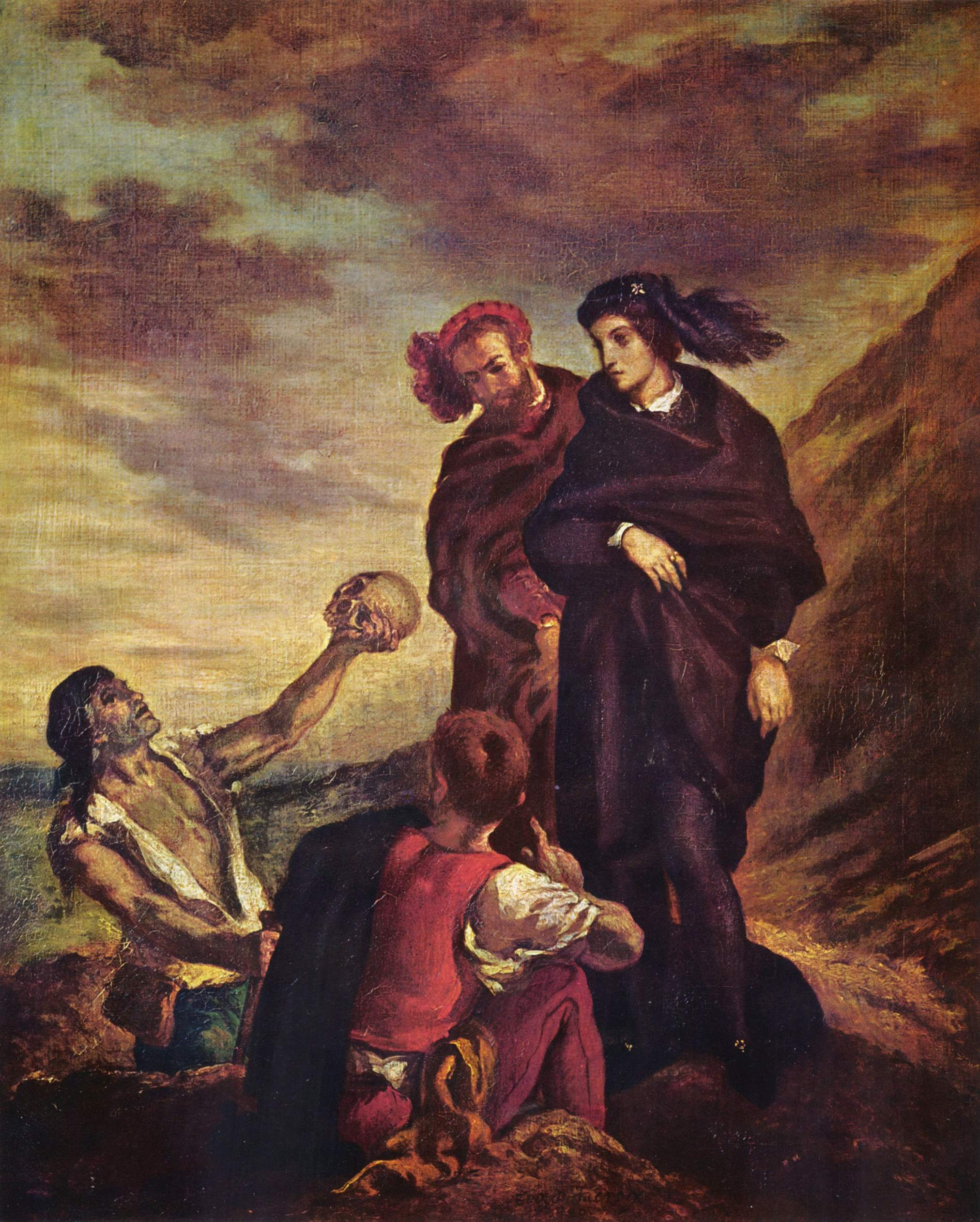
Los sepultureros exhuman el cráneo de Yorick el bufón, por Eugène Delacroix (c. 1839).

### Acto V

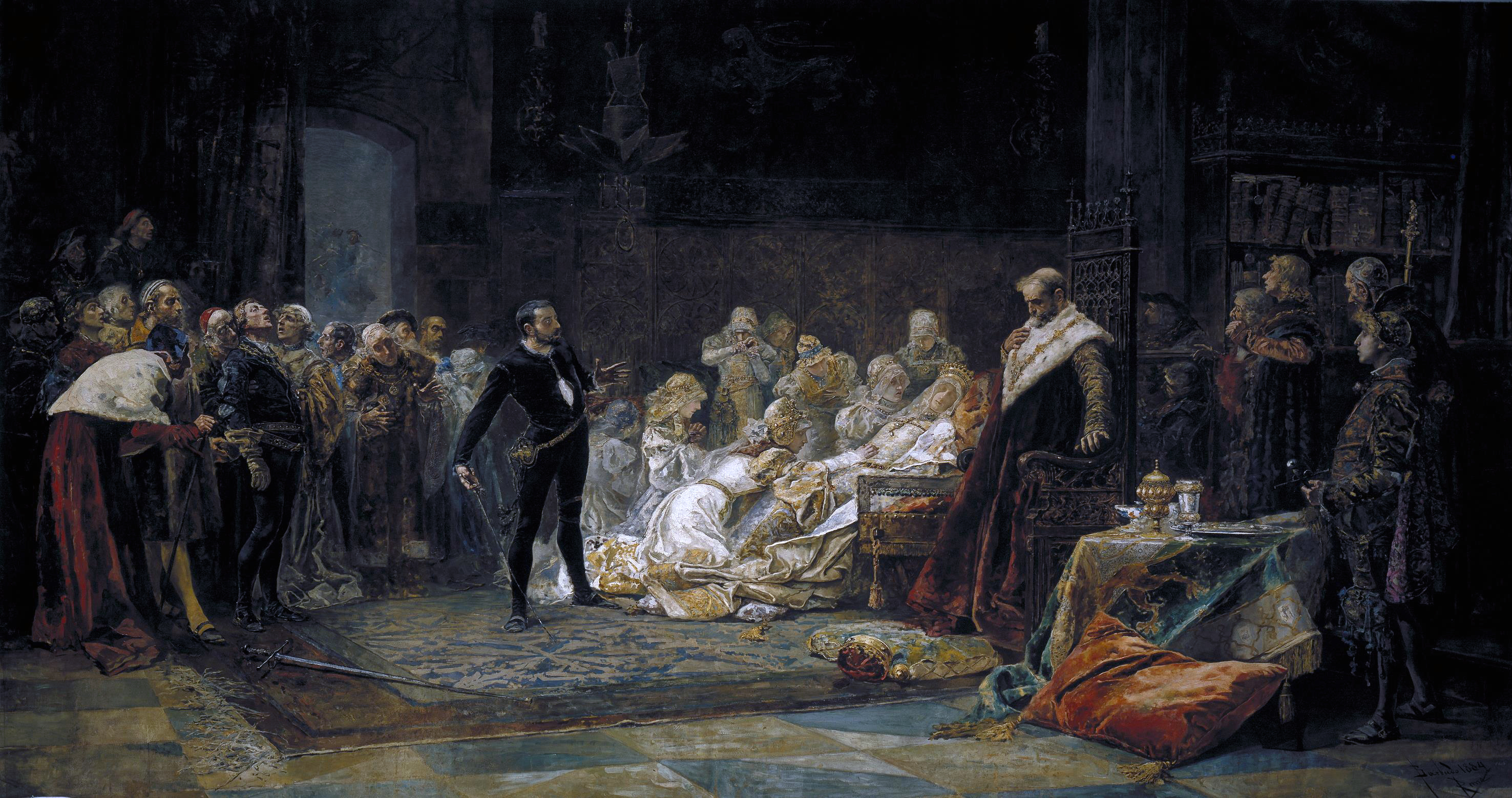
Última escena de Hamlet, por José Moreno Carbonero (1884).

Después, dos sepultureros cavan una tumba para Ofelia; mientras discuten llegan Hamlet y Horacio. Uno de los sepultureros encuentra el cráneo de Yorick, un bufón con el que Hamlet solía divertirse cuando era niño, y es allí cuando le habla a la calavera. Luego llega el cortejo fúnebre de Ofelia, encabezado por Laertes, y Hamlet se entera de su muerte. Ambos discuten quién siente mayor dolor con la pérdida de Ofelia, hasta que son detenidos por Claudio y Gertrudis.
En Elsinor, Hamlet se reúne con Horacio y le cuenta cómo encontró una carta de Claudio en la que ordenaba que, cuando llegara a Inglaterra, lo mataran, y que modificó el nombre para que se diera muerte a Rosencrantz y Guildenstern; en ese momento, un cortesano llamado Osric llega y le informa sobre el duelo con Laertes.
En el duelo, Laertes hiere con su espada envenenada a Hamlet pero el príncipe sigue luchando, luego surge un intercambio casual de espadas y Hamlet termina hiriendo a Laertes con su propia espada envenenada. La reina Gertrudis muere al beber el vino envenenado, sin saber que lo estaba.
Laertes, arrepentido, confiesa a Hamlet que la trampa del vino fue ideada por Claudio. Hamlet, encolerizado, por fin logra herir al rey Claudio y le hace beber de su propio veneno, cumpliendo finalmente la venganza que el fantasma de su padre anhelaba. Hamlet, antes de morir, le pide a su fiel amigo Horacio que cuente la verdad sobre lo sucedido y que se declare al príncipe Fortimbrás heredero del trono, el cual se presenta en la sala (después del fallecimiento de Hamlet), en medio del espectáculo de tantas muertes.
La obra termina con la entrada en la corte de Fortimbrás, que ofrece un funeral militar en honor a Hamlet.

## Fuentes de Hamlet

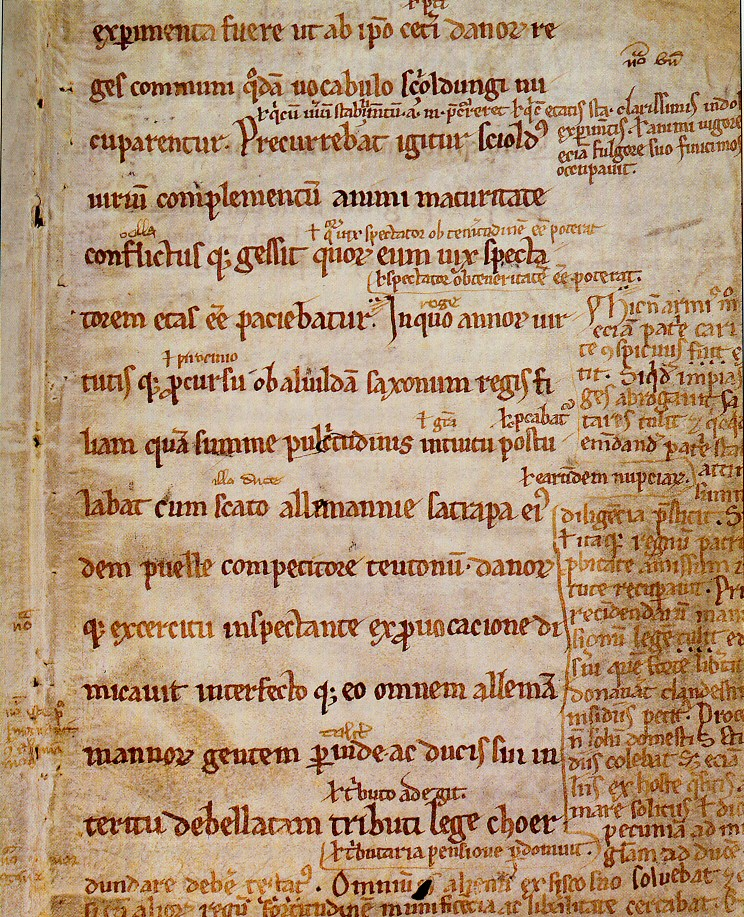
Facsímil de Gesta Danorum por Saxo Grammaticus, que contiene la leyenda de Amleth

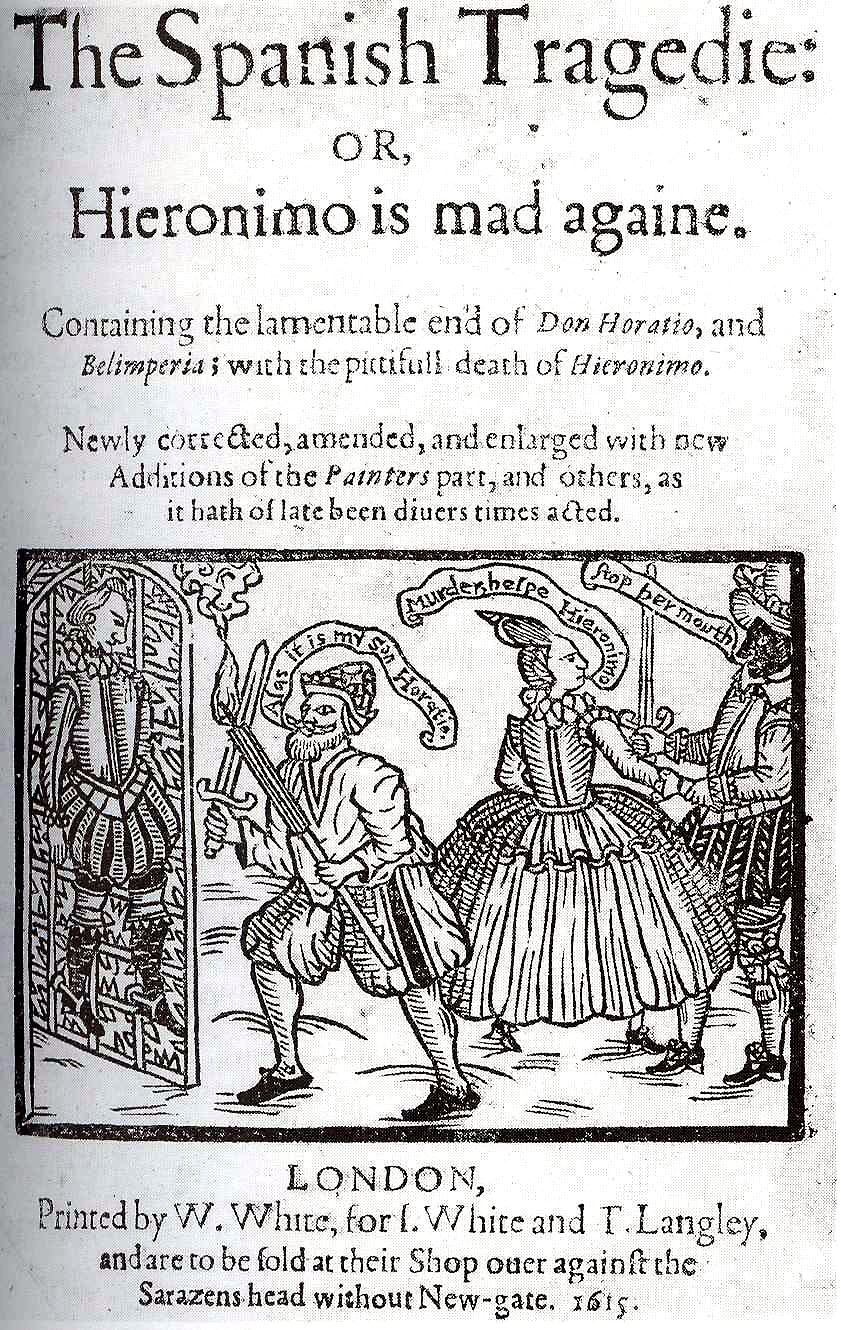
Portada de La tragedia española (The Spanish Tragedy, originalmente), por Thomas Kyd. Esta popular tragedia pudo influir a William Shakespeare para escribir Hamlet.

### Ur-Hamlet

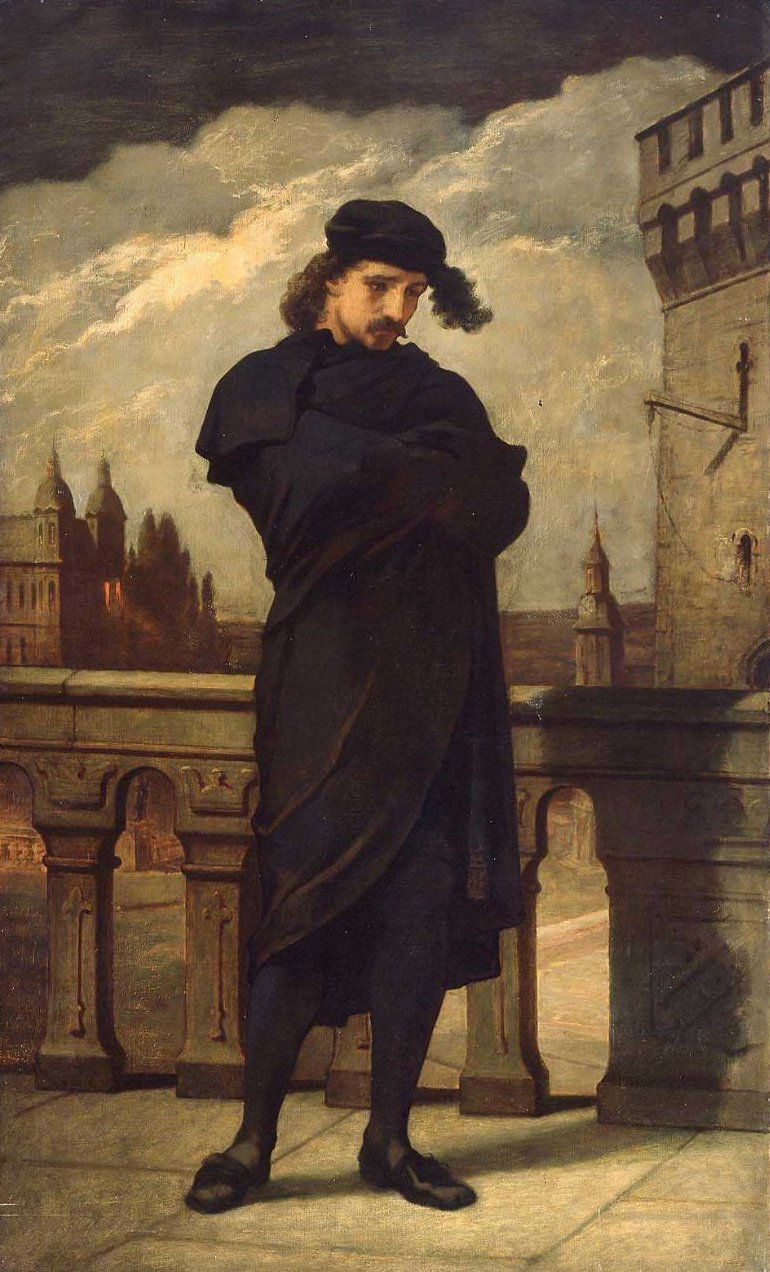
Hamlet, (artista: William Morris Hunt, año 1864)

### Lenguaje

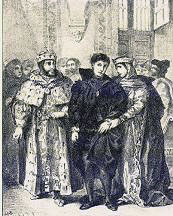
Cuando Hamlet afirma que sus ropajes oscuros son el signo externo de su angustia interna, hace gala de una poderosa habilidad para la retórica (Artista: Eugène Delacroix 1834).

#### Religión

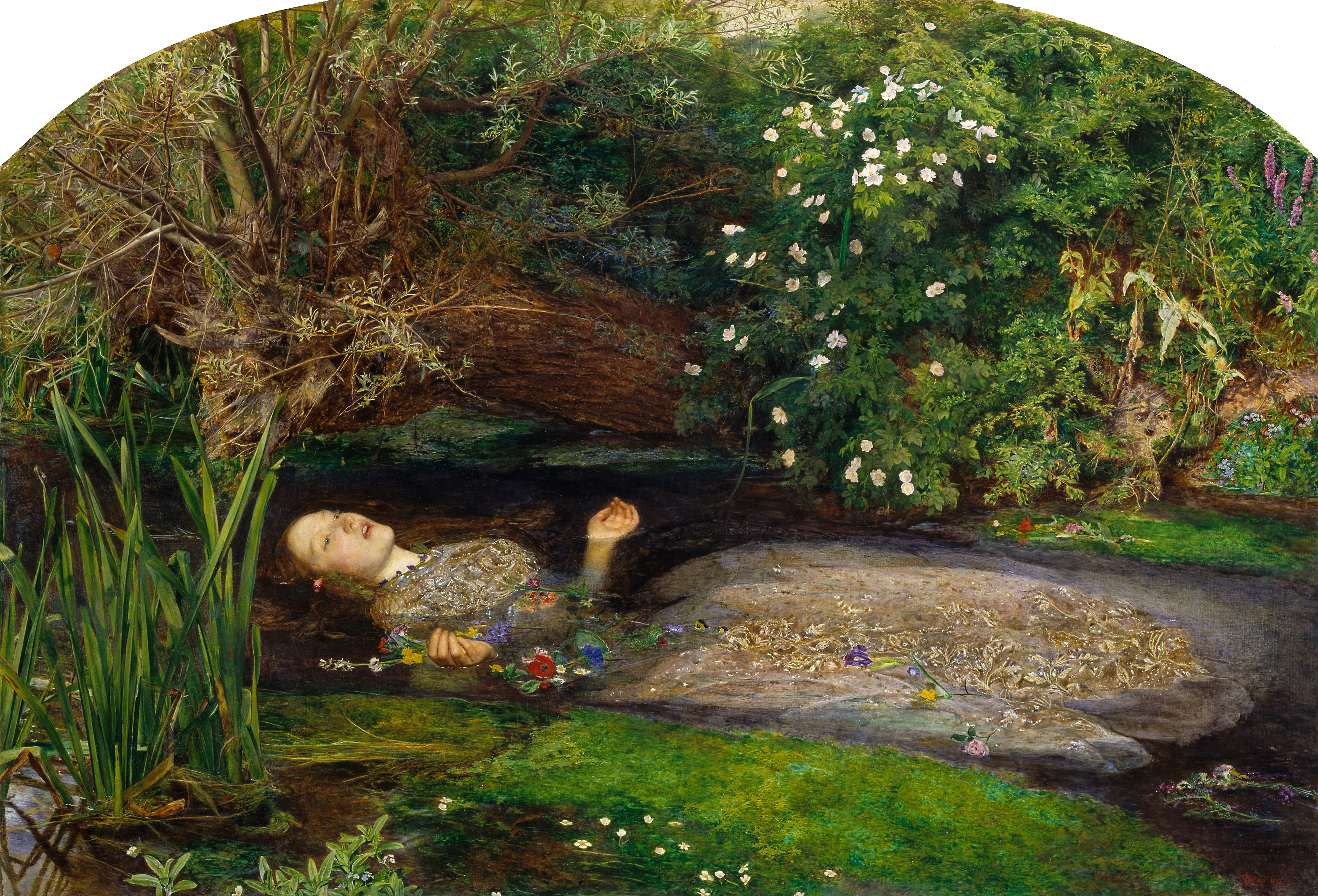
Ophelia muestra el misterioso ahogamiento de la dama Ofelia. En la obra, los sepultureros discuten sobre si esta muerte fue un suicidio y sobre si merece o no un entierro cristiano (Artista: John Everett Millais, 1852).

#### Filosofía

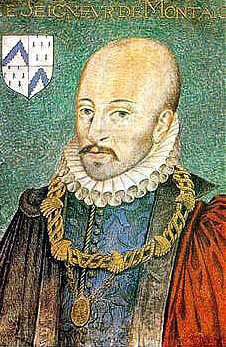
Las ideas filosóficas encontradas en Hamlet son similares a las del escritor francés Michel de Montaigne, contemporáneo de Shakespeare (Artista: Thomas de Leu, fl. 1560-1612).

#### Psicoanálisis

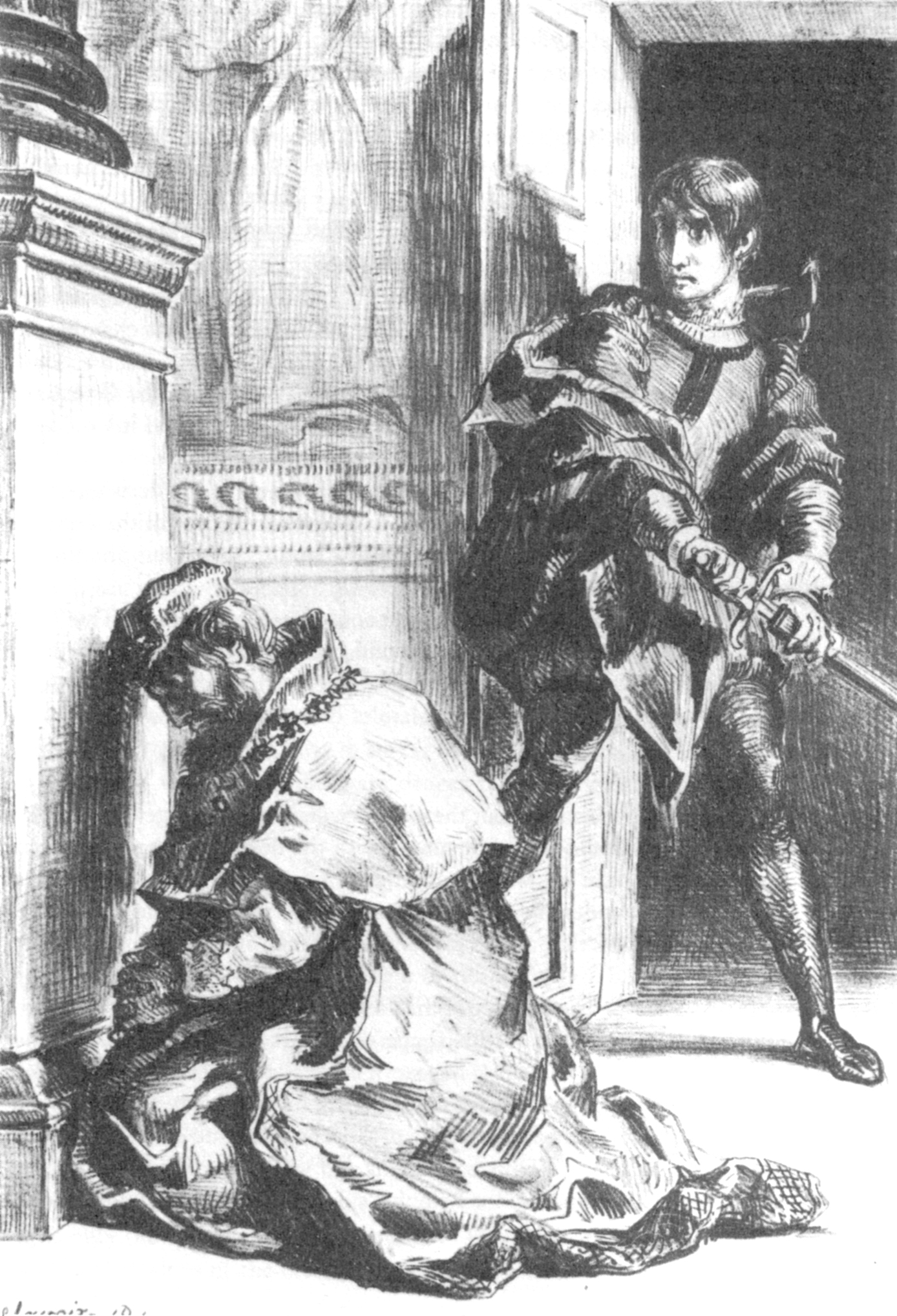
Freud sugirió que las dudas de Hamlet eran producidas por un conflicto edípico inconsciente (Artista: Eugène Delacroix 1844).

#### Feminismo

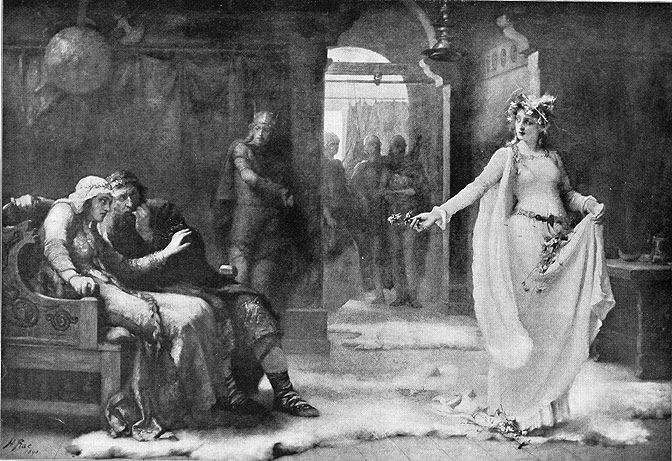
Ofelia adolece. Varios críticos feministas han estudiado su degeneración en locura (Artista: Henrietta Rae, 1890).